# Wrightia tinctoria
Wrightia tinctoria är en oleanderväxtart. Wrightia tinctoria ingår i släktet Wrightia och familjen oleanderväxter.

## Underarter
Arten delas in i följande underarter:
- W. t. rothii
- W. t. tinctoria